# 扁竹兰
扁竹兰（学名：Iris confusa）为鸢尾科鸢尾属的植物，为中国的特有植物。分布于中国大陆的云南、贵州、广西、四川等地，生长于海拔700米至2,400米的地区，常生于疏林下、林缘、沟谷湿地或山坡草地，已经广泛用于绿化。

## 别名
扁竹根、扁竹（云南、四川）